# AÉ Kítion Lárnakasz
Az AÉ Kítion Lárnakasz (görögül:Αθλητική Ενωση Κίτιον, magyar átírásban: AÉ Kítion Lárnakasz, nemzetközi nevén: AEK Larnaca) egy ciprusi labdarúgócsapat Lárnakából.
Ciprus egyik legnépszerűbb labdarúgócsapata, eddig még nem nyerte meg a ciprusi labdarúgó-bajnokságot, kétszer végzett a második helyen. 2011-ben bejutott az Európa-liga csoportkörébe, 2004-ben és 2018-ban megnyerte a ciprusi labdarúgókupát.

## Sikerei
- Ciprusi labdarúgókupa győztes (2): 2003-04, 2017-18

## Külső hivatkozások
- Official website
- AEK Unofficial blog